# 디어드리 굿윈
디드러 굿윈(영어: Deidre Goodwin, 영어 발음: /ˈdiːdrə/, 1969년 9월 15일 ~ )은 미국의 배우이다.
오클라호마시티에서 태어났다.

## 출연 작품
- 오션스8 (2018년) - 교도원 역
- 본 레거시 (2012년) - 흥분한 대변인 역
- 페어 게임 (2010년) - 저널리스트 #2 역
- 래빗 홀 (2010년) - 리마 역
- 러브 & 드럭스 (2010년)
- 사랑은 너무 복잡해 (2009년)
- 라이프 온 마스 (2008년)
- 에브리 리틀 스텝 - 코러스라인 (2008년) - 본인 역
- 어크로스 더 유니버스 (2007년)
- 시카고 (2002년) - 준 역

### 텔레비전
- 너스 재키 시즌2 (2010년) - 브룩 역